# Рагонези, Франческо
Франческо Рагонези (итал. Francesco Ragonesi; 21 декабря 1851, Баньяя, Папская область — 14 сентября 1931, Поджо-а-Кайано, королевство Италия) — итальянский куриальный кардинал и ватиканский дипломат. Апостольский делегат и чрезвычайный посланник в Колумбии с 7 сентября 1904 по 9 февраля 1913. Титулярный архиепископ Миры с 16 сентября 1904 по 7 марта 1921. Апостольский нунций в Испании с 9 февраля 1913 по 7 марта 1921. Префект Верховного Трибунала Апостольской Сигнатуры с 9 марта 1926 по 14 сентября 1931. Камерленго Священной Коллегии Кардиналов с 17 декабря 1928 по 15 июля 1929. Кардинал-священник с 7 марта 1921, с титулом церкви Сан-Марчелло с 16 июня 1921.